# 聖喬治地區 (新南威爾斯州)
聖喬治地區（英語：St. George）澳大利亞悉尼南部的一個地區。聖佐治地區不是正式的行政區劃，但有比較確定的約定俗成的定義，包括喬治河議會（即原好市圍市和高嘉華自治市轄區）和灣畔議會的西半部（即原石谷市轄區）。
此地區得名于用於地籍劃分的聖佐治民政教區（Parish of St George），後來在此地區建立了負責電力的聖佐治郡議會（St George County Council），但從未有正式的郡級行政建制。此地區一般被認爲是雪梨南區的一部分，但有時也劃入西南區。

## 人口
此地區的人口有216,895人。